# Raoul de Warren
 (juillet 2020).
 (juillet 2020).
- Si vous ne connaissez pas le sujet, laissez ce bandeau (vous pouvez alors contacter les auteurs).
- Si vous supprimez le contenu mis en cause (vous pouvez préalablement contacter les auteurs),

argumentez précisément cette suppression dans la page de discussion
(un manque de référence n'est pas un argument ; une recherche réelle de référence doit avoir été effectuée, être formellement documentée).
Pour les articles homonymes, voir Warren.
Raoul de Warren, né le 5 septembre 1905 à Lyon et mort le 4 mars 1992 à Paris,, est un historien, généalogiste et romancier français.
Il est notamment l'auteur de huit romans et de plusieurs nouvelles fantastiques. Spécialiste du fait nobiliaire en tant que chercheur, il est aussi le président de la Commission des preuves de l'Association d'entraide de la noblesse française.[réf. nécessaire]

## Sa famille
Son père, William de Warren est le descendant de Jacobites venus se fixer à Nancy en 1692, après l'échec de Jacques II d'Angleterre dans sa tentative de recouvrer le trône britannique.[réf. nécessaire]
Sa mère, Marie Seguin, est la petite-fille de Marc Seguin, membre de l'Institut de France, constructeur du premier bateau à vapeur en France, inventeur de chaudières, de chemins de fer et des ponts suspendus.[réf. nécessaire]
Raoul de Warren épouse une Montrichard.

## Biographie
Ses débuts dans l'écriture de fiction datent de 1926, alors qu'il est étudiant à Nancy. Il s'agit d'un court drame psychologique qui sera sa première publication. Après quoi il publiera sa thèse, en 1928, puis, en 1934, une nouvelle intitulée Un jour comme tous les autres développant le thème de la prémonition.[réf. nécessaire]
Spécialiste du fait nobiliaire, Raoul de Warren devient le président de la Commission des preuves de l'Association d'entraide de la noblesse française. Il devient aussi secrétaire général de la Fédération française d'héraldique et de généalogie. Le Cercle Généalogique de Loir-et-Cher a été créé en 1966 par Raoul de Warren et Michel de Sachy. C'est le plus ancien des Cercles généalogiques de France, après celui de Paris.[réf. nécessaire]

## Publications
* Sa thèse de licence, L'Irlande et ses institutions politiques  (1928) est couronnée par l'Institut de France.[réf. nécessaire]
- Histoire du fief de La Rochelle, 1934.
- Avec Henri Jougla de Morenas, Grand armorial de France, 7 volumes, Paris: Les Éditions Héraldiques, 1934-1952.
- François Claude, comte de Briqueville, 1936.
- Énigmes et controverses historiques, Les prétendants au trône de France, S.G.A.F, 1947, ouvrage dans lequel Raoul de Warren a exposé les différentes thèses en présence[5] et qui a fait l'objet de deux rééditions complétées :
  - Les Prétendants au trône de France. Faits nouveaux. Prétendants nouveaux, S.G.A.F, 1955
  - Avec Aymon de Lestrange, Les Prétendants au trône de France, Édition de l'Herne, 1991.
- Comte Roland de Montrichard. Trois siècles de parentés, 1640-1940, S.G.A.F., 1953.
- Les Pairs de France, sous l'Ancien Régime, les Cahiers nobles, 1958 (Réed. en 1998 par l'Intermédiaire des chercheurs et des curieux).
- Les Pairs de France au XIXe siècle, les Cahiers nobles, 1959 (Réed. en 1999 par l'Intermédiaire des chercheurs et des curieux).
- La Maison de Warren, 1138-1964, 1964 (Réed. sous le titre :  La maison de Warren : 1138-1990, 1990).
- La Seigneurie de Monnet au Comté de Bourgogne, 1962.
- La Terre de Saint-Gervais au Val de Loire, 1965.
- Les Comtes de Blois, Fédération des sociétés françaises de généalogie, d'héraldique et de sigillographie, Cercle généalogique du Centre, 1971.
- Le château de Frontenay au Comté de Bourgogne, Frontenay, 1972.

### Romans fantastiques
- L'Énigme du mort-vivant, ou le Mystère de la nativité julienne], Bordas, 1947. (Une réédition de "l'énigme du mort-vivant, ou le mystère de la nativité julienne" a été faite en 2011 par les Éditions de l'Herne, le roman change de nom pour celui de "compte à rebours" dans cette réédition des éléments majeurs ont été changés, comme le nom des personnages)
- Perdue en mer, in L'énigme du mort vivant, ou le mystère de la nativité julienne, Bordas, 1947.
- La bête de l'apocalypse, Laffont, 1956.
- La pendule, in Opta, Revue Fiction no 66, 1959.
- Le village assassin, A.E.L.P, 1967.
- Glaces et neiges, bénissez le seigneur in Atlanta no 12, A.E.L.P, 1967.
- La clairière des Eaux-Mortes, Édition de l'Herne, 1980.
- L'insolite aventure de Marina Sloty, Édition de l'Herne, 1981.
- La rue du Mort-qui-trompe, Édition de l'Herne, 1984.
- Et le glas tinta trois fois, Édition de l'Herne, 1989.
- Les portes de l'Enfer, Édition de l'Herne, 1991.

### Autre ouvrage
- Les Assurances sociales et l'allocation aux vieux travailleurs en agriculture, les Publications sociales agricoles, 1943.